# Victor Sévaux
Victor Sévaux est un acteur français né le 4 novembre 1991.

## Filmographie
- 2005 : Mon fils à moi : Julien
- 2008 : Sagan de Diane Kurys
- 2012 : Les rites de Matthieu Taponier (court-métrage)